# Zornitza Koleva
Zornitza Koleva Simeonova (* 4. srpna 1979) je španělská házenkářka, hrající za klub Vícar Goya a ve španělském ženském národním týmu.
2
Narodila se v Bulharsku českým uprchlíkům. V roce 2008 hrála ve španělském týmu na Mistrovství Evropy v házené žen, kde se španělský tým dostal do finále poté, co v semifinále porazil Německo.